# Ágios Amvrósios (ort i Cypern, Eparchía Kerýneias, lat 35,34, long 33,58)
Ágios Amvrósios är en ort i Cypern.   Den ligger i distriktet Eparchía Kerýneias, i den nordöstra delen av landet, 27 km nordost om huvudstaden Nicosia. Ágios Amvrósios ligger 108 meter över havet och antalet invånare är 1 754. Den ligger på ön Cypern.
Terrängen runt Ágios Amvrósios är huvudsakligen kuperad, men åt nordost är den platt. Havet är nära Ágios Amvrósios norrut.Trakten runt Ágios Amvrósios är ganska glesbefolkad, med 25 invånare per kvadratkilometer. Närmaste större samhälle är Ágios Epíktitos, 17,5 km väster om Ágios Amvrósios. Trakten runt Ágios Amvrósios är i huvudsak ett öppet busklandskap.
Medelhavsklimat råder i trakten. Årsmedeltemperaturen i trakten är 23 °C. Den varmaste månaden är juli, då medeltemperaturen är 35 °C, och den kallaste är januari, med 10 °C. Genomsnittlig årsnederbörd är 450 millimeter. Den regnigaste månaden är december, med i genomsnitt 99 mm nederbörd, och den torraste är augusti, med 1 mm nederbörd.